# Sefronia
Sefronia fue una banda de pop, rock progresivo y vanguardia activa entre los años 1999 y 2016, originaria de Granada y Almería (España). Sus componentes estables fueron Angelina Olea y Antonio Luis Guillén.

## Trayectoria musical
Sefronia fue fundada en 1999 por Antonio Luis Guillén (composición, bajo, teclados y guitarra) y Angelina Olea (voz), a los que se unió tempranamente Julián Manglano (batería, samples y programación). El nombre de la banda se tomó del álbum homónimo de Tim Buckley, reconocida influencia para estos tres músicos.
La primera maqueta de Sefronia se publicó en marzo de 2000, que tuvo su continuación al año siguiente con el primer LP del grupo, Musica contra osopetos. Ambos trabajos fueron autoproducidos y distribuidos por el trío, en un rechazo explícito al trato de los derechos de autor por parte de las casas discográficas: «reto a que cada uno se gestione sus derechos y a que funde sus propias discográficas», manifestó Guillén en una entrevista.
Tras la marcha de Manglano de la banda, vio la luz en 2006 su tercer lanzamiento, Ars Teopática, que contó con las colaboraciones de instrumentistas como Carlos Pueyos (sintetizador), Miguel Albarracín (guitarra), Fernando Altozano o Piotr Wegner (violines). La gira de este disco, con Javier Carmona como baterista, tuvo su registro en el doble álbum en directo The Bombo Tour (2007).
Carmona tocó la batería también en el último álbum de estudio de Sefronia, Tres (2010), junto a otros catorce músicos colaboradores, entre ellos los percusionistas Jesús Alonso (componente habitual de las formaciones de Javier Corcobado) y Pejo Alberdi (de Polanski y el Ardor). Masterizado por Bob Drake, fue el primer LP del dúo que contó con el respaldo de una discográfica (Hall of Fame Records) y tuvo distribución internacional. La presentación en vivo de este trabajo se realizó en el Centro José Guerrero de Granada el 8 de julio de 2010.
El último LP de la banda fue el disco en directo Pléroma (Hall of Fame, 2011), que recoge versiones más minimalistas de sus temas, interpretados en diferentes actuaciones en Granada, Almería y Sevilla. El dúo fue acompañado en esta ocasión por el percusionista Juanjo Simón y la acordeonista Nadia Martinez.

## Estilo e influencias
El enfoque musical de Sefronia ha sido considerado como una rareza en el panorama granadino, habitualmente más inclinado al indie influido por bandas anglosajonas de la década de los 80 y 90: un cruce entre psicodelia, pop y electrónica industrial, en el que resalta el tratamiento del diseño de sonido. En el diario Ideal de Granada se describió su música como «formalmente pop (más o menos) experimental» que «pasa del ruidismo a la calma sin solución de continuidad».
Entre sus influencias el dúo ha mencionado a músicos como Conlon Nancarrow, Bob Drake, Neil Young, Robert Fripp, Frank Zappa y Arto Lindsay.

## Discografía
- Sefronia [EP], 2000.
- Música contra osopetos, 2001.
- Ars Teopática, 2006.
- The Bombo Tour [LP en directo], 2007.
- Tres, 2010.
- Pléroma [LP en directo], 2011.

Los álbumes fueron autoeditados por Sefronia, a excepción de los dos últimos, publicados por Hall of Fame Records.